# Golnur Postnikova
Golnur Nagimullovna Postnikova (in russo Голнур Нагимулловна Постникова?; Čusovoj, 27 luglio 1964) è un'ex sciatrice alpina sovietica che gareggiò per la nazionale sovietica.

## Biografia
Specialista delle prove veloci, in Coppa Europa nella stagione 1985-1986 fu 4ª nella classifica di discesa libera e nella medesima specialità il 5 dicembre 1987 ottenne a Val-d'Isère l'unico piazzamento in Coppa del Mondo (6ª); ai successivi XV Giochi olimpici invernali di Calgary 1988, sua unica presenza olimpica nonché congedo agonistico, si classificò 16ª nella discesa libera e non completò la combinata. Non ottenne piazzamenti ai Campionati mondiali.

## Palmarès

### Coppa del Mondo
- Miglior piazzamento in classifica generale: 60ª nel 1988

### Coppa Europa
- Miglior piazzamento in classifica generale: 12ª nel 1986